# Ilha Amatignak
A ilha Amatignak (em alemão:  Amatignax̂) é uma das ilhas que compõem o arquipélago Delarof (parte oeste das ilhas Andreanof), no arquipélago do Alasca. O ponto mais meridional do Alasca fica nesta ilha, e também o território dos Estados Unidos com maior valor absoluto de longitude no hemisfério ocidental (há mais ilhas do Alasca a ocidente do meridiano 180, portanto no hemisfério oriental).
A ilha possui aproximadamente 8 km de extensão norte-sul e 4 km de extensão leste-oeste. A ilha mais próxima é a ilha Ulak, aproximadamente a 6 km noroeste.